# 8001 Ramsden
8001 Ramsden (1986 TR3) là một tiểu hành tinh vành đai chính được phát hiện ngày 4 tháng 10 năm 1986 bởi A. Mrkos ở Klet.